# Aeroportul Nefteyugansk
Aeroportul Nefteyugansk (IATA: NFG, ICAO: USRN) este un aeroport din Nefteiugansk, Districtul autonom Hantî-Mansi, Regiunea Tiumen, Rusia.
Situat la o altitudine de 35 m, aeroportul dispune de o singură pistă.